# 北空未羽
北空 未羽（きたぞら みう、1月6日 - ）は、日本の歌手。女性。現在は活動を休止している。
宮城県仙台市出身。活動時の所属レコード会社はビーイング、所属事務所はBLUE SPLASH。O型。

## 人物
- 高校生の頃にTRAVIS、RADIOHEAD、JANIS JOPLINなどに影響を受け音楽を始める。
- 作詞を始めたことがきっかけで作曲に興味をもちギターも始める。
- 曲制作は主に宅録で行っており、アルバム収録曲全て作詞作曲を手がけた。
- ビーイング所属時にlivedoor blogで「北空未羽のひとりあそび」という公式サイト兼blogを開設していたが、そこで自身の活動休止を発表してしばらくの後、閉鎖された。
- CDデビューは2005年だったが、hills パン工場で行われていた「THURSDAY LIVE」(現在のSATURDAY LIVE)には2003年からよく出演していた。
- 2006年12月21日にhills パン工場で行われた「X'mas NIGHT」に当初出演予定だったが、急に出演者の欄から消え、その後blogで活動休止の報告があった。
- 趣味は海外ドラマ、音楽鑑賞、映画鑑賞。
- 性格はおおらかで努力家。
- GARNET CROWの岡本仁志をミュージシャンとして尊敬している。また2005年3月のOKAMOTO NIGHTで岡本本人と｢First fine day｣を一緒に歌うなどしているほか、2005年5月のKAMIKI NIGHTでは岡本の｢Autumn Sky｣をカバーしている。THURSDAY LIVE3周年を記念した本『THURSDAY LIVE BOOK』の中でも｢3年間で印象に残っているカバー曲は｣との問いに｢Autumn Sky｣を挙げている。

## ディスコグラフィー

### アルバム
1. 北空 2005/12/07
1.√(Live ver.)／2.ワンピース(Live ver.)／3.ドラマ／4.いつか(Live ver.)／5.みえないダンス(Live ver.)／6.せいだ。／7.Lost in time(Live ver.)
2曲目、7曲目のライブはともに05年3月と6月に行われたOKAMOTO NIGHTの音源
2. rock’n’roll little stars 2006/10/11
1.rock'n'roll little stars／2.two／3.girl friend／4.ibara／5.fruits basket／6.fly away
2 - 4までの曲の編曲を自身で担当している（前作のLive ver.の編曲は北空未羽と仲間達名義）

## ライブ
- THURSDAY LIVE at hills パン工場"SOUL NIGHT"(メインアクト)
  - 2003年5月15日
  - 共演者:岡本仁志(GARNET CROW)、生沢佑一、宇徳敬子
- THURSDAY LIVE at hills パン工場"BLUES NIGHT"(メインアクト)
  - 2003年7月3日
  - 共演者:近藤房之助、松永安未(the★tambourines)、塩次伸二、立原燎
- THURSDAY LIVE at hills パン工場"flow-war NIGHT"(ゲスト)
  - 2004年2月19日
  - 共演者:flow-war
- THURSDAY LIVE at hills パン工場"Sound Track NIGHT"(ゲスト)
  - 2004年4月8日
  - 共演者:滴草由実(メインアクト)、大野愛果
- THURSDAY LIVE at hills パン工場"THE BEATLES NIGHT"(メインアクト)
  - 2004年6月17日
  - 共演者:宇徳敬子、滴草由実
- THURSDAY LIVE at hills パン工場"OKAMOTO NIGHT"(ゲスト)
  - 2005年3月10日
  - 共演者:岡本仁志(メインアクト)、古井弘人(GARNET CROW)
- THURSDAY LIVE at hills パン工場"Fresh! NIGHT"(メインアクト)
  - 2005年4月21日
  - 共演者:菅崎茜、岸本早未(ともにメインアクト)
- THURSDAY LIVE at hills パン工場"KAMIKI NIGHT"(ゲスト)
  - 2005年5月26日
  - 共演者:上木彩矢(メインアクト)、古井弘人
- THURSDAY LIVE at hills パン工場"OKAMOTO NIGHT"(ゲスト)
  - 2005年6月30日
  - 共演者:岡本仁志(メインアクト)、高岡亜衣
- THURSDAY LIVE at hills パン工場"UEHARA NIGHT"(ゲスト)
  - 2005年12月15日
  - 共演者:上原あずみ(メインアクト)、星田紫帆
- THURSDAY LIVE at hills パン工場"KAMIKI NIGHT"(ゲスト)
  - 2006年4月6日
  - 共演者:上木彩矢(メインアクト)、岡本祐佳
- THURSDAY LIVE at hills パン工場"HOSHIDA NIGHT2"(ゲスト)
  - 2006年10月5日
  - 星田紫帆(メインアクト)、上原あずみ、岡本祐佳